# ルカ・ベットーリ
ルカ・ベットーリ（Luca Vettori、男性、1991年4月26日 - ）は、イタリアの元バレーボール選手。元イタリア代表。

## 来歴
幼少から高身長であったので、自然の成り行きでバレーボールを始めたという。2007年にピアチェンツァのセリエCチームで競技者キャリアをスタートさせ、2年間在籍した。この間に早くもイタリアユース代表に選出され、2009年のユース世界選手権ではベストスコアラーに輝いている。
セリエB1のパルマに1年間在籍したのち、2010年から連邦プロジェクトであるクラブ・イタリアに参加した。2011年シーズンにセリエA2でプロデビューを果たす。また2012年にはイタリアシニア代表に選出された。
2012年シーズンにはセリエA1のピアチェンツァに戻りCEVカップで優勝を果たす。2013年9月のヨーロッパ選手権ではイタリアチームの準優勝に大きく貢献し、自らもベストスパイカーの栄に浴した。同年11月のワールドグランドチャンピオンズカップでも銅メダルを獲得した。
2023年に現役引退。

## エピソード
憧れのプレーヤーはアレッサンドロ・フェイ。現在はともにピアチェンツァに所属しており、「夢のようで信じられない」と語っている。

## 球歴
- イタリア代表 - 2012年 -

## 受賞歴
- 2009年 男子ユース世界選手権 ベストスコアラー
- 2013年 ヨーロッパ選手権 ベストスパイカー

## 所属クラブ
- ピアチェンツァ（2007-2009年）
- パルマ（2009-2010年）
- クラブ・イタリア（2010-2012年）
- ピアチェンツァ（2012-2014年）
- モデナ・バレー（2014-2017年）
- トレンティーノ・バレー（2017-2020年）
- モデナ・バレー（2020-2021年）
- 上海男排（2021-2022年）
- Narbonne Volley（2022-2023年）

## 参考
- 月刊バレーボール 2014年1月号 104-105ページ
- FIVB公式プロフィール